# Ouambé (Basse-Kotto)
Ouambé est une commune rurale de la préfecture de la Basse-Kotto, en République centrafricaine. Zangba, chef-lieu de sous-préfecture est la principale localité de la commune. 

## Géographie
La commune est située au sud-ouest de la préfecture de Basse-Kotto et doit son nom à la rivière Ouambé, affluent de l’Oubangui.
|         | Bakou     |         |
| Yabongo | Ouambé    | Mbélima |
|         | Congo RDC | Mobaye  |

## Villages
La commune compte 103 villages en zone rurale recensés en 2003 : Bada-Gbada, Balidou 1, Balidou 2, Banda-Dakoto, Banda-Ngbougou, Banda-Ngouatchi, Banda-Wele, Bango, Baoule, Batalimo, Bede, Blema, Botche, Bouma 1, Bouma 2, Daibrou, Damba, Dikiri, Dingba, Djivo, Drouma, Gbabe, Gbalassi,  Gbama (1, 2), Gbele-Mbiki, Gbele-Ngoko, Gbele-Vondo, Gbele-Vondo-Ngolib, Gboudja, Gboulouvou, Gbouma, Gbouma 2, Gbozo-Boidou, Goadje 2, Gogo, Gouandje 1, Kadja, Kakpo, Kodje 1, Kodje 2, Kodje 3, Kongou, Kounda, Koussou, Kpoulou, Lao-Deka 1, Lao-Deka 2, Lao-Togbo, Legba 1, Legba 2, Legba 3, Legba 4, Louka, Mbangui-Sepo, Mbela 1, Mbela 2, Mbiloba, Ndawa, Ndjouda-Mono, Ndouma, Ndoumbala, Ngai, Ngandji, Ngbake, Ngoi, Ngolibi, Ngombe 2, Ngombe-Moune, Ngoro, Ngouatchi, Ngoula, Ngounda 1, Ngounda 2, Ngounda 3, Nguena, Nguewa, Nguilima, Nzakara, Nzanga 1, Nzanga 2, Oloma, Ouakoro, Rhoh, Sikoua, Tila-Gbendo, Togbo 1, Togbo 2, Togbo 3, Togbo-Ndombale, Tombo, Voumou 1, Voumou 2, Vounga, Wale, Wele, Yabo, Yaho, Yalingo 1, Yalingo 2, Zangba-Centre, Zamba 1, Zamba 2, Zoula.

## Éducation
La commune compte 9 écoles : Ngaiforo, Communautaire à Grabadja, Gbama-Lomakouzou, Kandogo, Banda-koloyangba, Kodje, école Grabadja à Ouale, école Nganza à Gragbadja, école Zangba à Legba 1.